# Eths
Eths es una banda francesa de metal formada en 1997 en Marsella re activada en 2022.

## Historia

### Sus comienzos
Staif junto a Greg forman en 1997 la banda What's the fuck. Al año siguiente, Candice integra la banda y esta pasa a llamarse Melting Point.
En 1999, Guillaume se une al grupo después de dejar su banda anterior Shockwave. Seis meses después Roswell también se une a la banda. 
Entonces, los miembros del grupo deciden cambiar el nombre de la banda a Eths.

### Carrera musical
La banda se encuentra a menudo de gira por Francia, Bélgica y Portugal; pero también tienen tiempo para realizar varios maxi CD. El primero que lanzan es Autopsie en el año 2000.
En el 2002 lanzan su maxi CD más famoso, llamado Samantha. Este disco sería el preludio del LP que lanzarían al año siguiente y que terminaría por consolidar a la banda.
En el 2004 la banda lanza su primer disco larga duración, llamado Sôma. El cual cuenta con los temas Crucifère y Rutsah que ilustran de gran manera la música de la banda.
La música de Eths incluye guitarras y baterías pesadas. La voz de Candice es muy dulce en las partes suaves de las canciones pero es particularmente áspera y fascinante en las partes duras. Las letras de sus canciones están inspiradas en la dolorosa niñez de Candice.
Eths sale de gira y distribuye sus álbumes bajo el sello Coriace. Ellos se volvieron famosos en Francia, apareciendo en la portada de Rock Sound #141, y han tocado con bandas como Lofofora, Fantômas, Machine Head, Skindred y Element.
El 27 de junio de 2006, Eths anuncia en su sitio web oficial que Guillaume y Roswell dejan la banda por tener "diferentes puntos de vista". Aunque aclararon que todo había sido en buenos términos.
En el 2007 ellos se encuentran trabajando en un nuevo álbum, producido por Fred Norguet. Pierre de Lofofora se encargará de la batería en el disco y gente del sello se encarga del bajo.
El 18 de septiembre de 2012, Candice Clot decidió retirarse del grupo, según informa la discográfica Season of Mist. También anunció que su amiga Virginie Goncalves, cantante de la banda de metal sinfónico francés Kells, la sustituirá en los compromisos pendientes hasta que la formación encuentre otra vocalista. En 2013 anuncian en su página oficial que su nueva vocalista será Rachel Aspe, una cantante que recientemente había sido noticia por su aparición en el reality "La France À Un Incroyable Talent"; con Rachel comenzarán a grabar un nuevo álbum, el cual posiblemente será lanzado en 2015.

## Miembros

### Actuales
- Stephane Bihl (guitarra y voz, 1999-2017, 2022 - actualidad)
- Damien Rivoal (bajo, 2011-2017. 2022 - actualidad)
- Guillaume Dupré (1999-2006, 2011-2017, 2022 - actualidad)
- Candice Clot (voz, 1999-2012) (voz, 2022-actualidad)

### Anteriores
- Rachel Aspe (voz, 2013-2016)
- Virginie Goncalves (voz para los tour, 2012)
- Nelly Wood (voz para los tour, 2012)
- Gregory Rouviere (guitarra, 1999-2013)
- Candice Clot (voz, 1999-2012)
- Geoffrey Neau (bajo, 2007-2011)
- Morgan Berthet (batería, 2008-2011)
- Mat Lechevalier (batería, 2007-2008)
- Roswell (bajo, 1999-2006)

### Discografía
- [ III ] (2012):

1. Voragine (english edition)
2. Harmaguedon
3. Adonaï" (english edition)
4. Gravis venter (english edition)
5. Inanis venter
6. Sidus
7. Proserpina
8. Hércolubus
9. Praedator
10. Anatemnein (english edition)
11. Music
12. 7 (ft. Tony Jelencovich)
13. Cerebellum

- Tératologie (2007):

1. Stultitiae Laus
2. Bulimiarexia
3. Ondine
4. NaOCl
5. Tératologie
6. V.I.T.R.I.O.L.
7. Priaap
8. Hydracombustio
9. Atavhystérie
10. Rythmique de la Bête
11. Ileùs Matricis
12. Ileùs Térébellè
13. Holocauste à Trois Temps
14. Animaexhalare
15. Liquide Éphémère

- Sôma (2004):

1. Méléna
2. Crucifère
3. Détruis-Mòi
4. Septum Lucidum
5. Le Fruit des Anges
6. Infini
7. Rutsah
8. Je Vous Hais
9. L'Instant sourd
10. Simiesque
11. Ailleurs c'est Ici
12. Elle s'endort

- Samantha (2002):

1. Intro
2. Samantha
3. Des Cendres
4. Encore
5. Volée
6. Le Projet Humain
7. Animadversion (+ Entends Tu (Les Pas))

- Autopsie (2000):

1. Pourquoi
2. La Chair et le sang
3. À la droite de Dieu
4. Le Mâle
5. Des hommes bons
6. Autopsie
7. Dévore

- Eths (1997):

1. Encore (demo version)
2. Rien à Dire